# Beatriu de Vesci
Beatriu de Vesci   (Castell d'Alnwick - Knaresborough, c. 1125) va ser una noble del segle xi de la casa de Vesci.
Filla i hereva de Ivo de Vesci i la seva dona Alda, Beatriu de Vesci va ser una de les hereves més riques de la seva època. Va ser la primera muller de Eustace fitz John, també conegut com a Estacius fitz John de Burgo, conestable de Cheshire i Knaresborough.
Segons algunes fonts, Beatriu va tenir dos fills, William i Geoffrey, tot i que també es coneix que va morir en el part el seu primer i únic fill William de Vesci. William va agafar el cognom de la seva mare i va ser l'iniciador de la casa de barons de Vesci. WIlliam va ser Sheriff de Northumberland del 1157 fins al 1170 i Sheriff de Lancashire del 1166 al 1170.
Després de la mort del seu marit, les seves terres van passar al seu fill William d'acord amb el rei Enric II.